# Żółw madagaskarski
Żółw madagaskarski (Astrochelys yniphora) – gatunek żółwia z rodziny żółwi lądowych (Testudinidae). Jest endemitem Madagaskaru. Występuje w północno-zachodniej części wyspy. Gatunek jest jednym z najrzadszych żółwi lądowych na świecie.

## Morfologia
Dorosłe osobniki dorastają do około 45 cm długości. Karapaks jest twardy, silnie kopulasty, brązowy, z rzucającymi się w oczy, koncentrycznymi słojami na każdej blaszce. Samce są większe od samic.

## Ochrona
Pożary buszu, dzikie świnie, jak również nielegalny handel stanowią poważne zagrożenie dla przetrwania gatunku. Ze względu na rzadkość pojedyncze osobniki mogą być warte na czarnym rynku tysiące dolarów. Światowa populacja tych żółwi nie przekracza obecnie 500 osobników. Podjęty został program ochrony tych gadów, polegający na rozmnażaniu ich w niewoli. 6 maja 2009 roku cztery niemal dojrzałe żółwie zostały skradzione, prawdopodobnie w celach kolekcjonerskich do Europy, USA lub Azji. Były jednymi z 44 okazów, które organizacja The Durrell Wildlife Conservation Trust planowała wypuścić na wolność.
Gatunek Astrochelys yniphora wymieniony jest w aneksie A Rozporządzenia Rady (WE) Nr 338/97 w sprawie handlu dzikimi zwierzętami oraz w załączniku I konwencji CITES.